# Spansk skivtungegroda
Spansk skivtungegroda (Discoglossus jeanneae) är en art i familjen skivtungegrodor (Pelobatidae) som tillhör ordningen stjärtlösa groddjur. 
Den spanska skivtungegrodan förekommer oregelbundet i östra Spanien, tätast i den södra delen av utbredningsområdet. Den förekommer från havsytan upp till 2 000 meters höjd.
Den fördrar pinjeskogar, buskage och öppna områden, bara tillgången till vatten, som den är starkt bunden till, är säkrad. Den vistas gärna i grunda dammar, källor, bäckar, konstgjorda vattenhål och bevattningskanaler, där den också leker.